# Cressida Granger
Cressida Granger (...) è un'imprenditrice britannica.
È proprietaria e direttrice responsabile della Mathmos, l'azienda produttrice della lampada Lava e di altri prodotti di design per l'illuminazione.

## Esperienza professionale
Cressida Granger acquistò nel 1989 insieme al suo socio David Mulley la compagnia fondata da Edward Craven-Walker; sotto la nuova gestione nel giro di circa 10 anni le vendite della lampada Lava passarono da una crescita pressoché pari a zero sino a raggiungere un volume d'affari di circa 18 milioni di sterline. Cressida Granger in qualità di direttore associato rilanciò le vendite e  la promozione della Mathmos portando l'azienda a vincere due Premi della Regina nel settore dell'esportazione e numerosi altri riconoscimenti per l'imprenditoria. 
Nel 1998 dopo aver acquisito le quote del socio Mulley Cressida Granger diviene unica responsabile dell'azienda; l'avvio del Mathmos Design Studio inaugura una nuova fase dell'azienda che investe anche sulla progettazione di nuove linee di prodotti.  I più recenti articoli della Mathmos, ideati sia dallo studio dell'azienda sia in collaborazione con designer esterni, hanno otternuto svariati riconoscimenti nel settore dell'’illuminazione e non solo. 
Cressida Granger ha conseguito una laurea in Storia dell'Arte presso l'università di Manchester e prima dell'esperienza con la Mathmos ha lavorato come commerciante di oggetti di  design vintage, in particolare del periodo anni ‘60  e primi anni '70.

## Progetti nel settore delle Industrie Creative
Nel 2003 Cressida Granger ha partecipato insieme a James Dyson e Terrance Conran alla commissione governativa per la promozione dell'innovazione. 
Crssida Granger tiene corsi sull'imprenditoria nel settore del Design al Ravensbourne Design College ed ha partecipato in qualità di giurato a diverse commissioni quali 100% Light, D&AD Awards e Design Nation Awards.

## Riconoscimenti imprenditoriali e di marketing
Anno 1997 e 2003 – Premio della Regina per l'Esportazione
Anno 1999 - Finalista Donna dell'anno Verve Cliquot -  Fast Track 100 (la Mathmos si attesta terza classificata tra le aziende manifatturiere con il più alto indice di crescita)
Anno 1997 - Premio Yell per il migliore sito web commerciale
Anno 1998 – Miglior sito per consumatori secondo Design Week

## Premi nel Design
Premio Red Dot: 2006 per la lampada Grito, 2002 per la lampada Tumbler e 2001 per la lampada Bubble
2005 - vincitore per la rivista Gift Magazine Design Homewares con la lampada Airswitch tc
Menzione speciale della rivista Design Week: 2004 per la lampada Airswitch Az, 2003 per la lampada Aduki, 2002 per la lampada Tumbler, 2001 per la lampada Fluidium
2004 - Miglior prodotto per la casa e il giardino votato dai consumatori. (lampada Airswitch Az)
2001 - Premio Form per la lampada Tumbler
Lampada Bubble: 2001 Premio Eccellenza per il Disegno Industriale (IDEA)
Menzione speciale D&AD, Premio dalla rivista Light Magazine Decorative Lighting
2000 – Lampada Fluidium Finalista miglior prodotto di illuminazione per FX Magazine